# Salvatore Pillera
Salvatore Pillera, più noto con il soprannome di Turi cachiti (Catania, 24 aprile 1954), è un mafioso italiano.
Dapprima legato a Cosa Nostra, successivamente fondatore della stidda catanese.

## Biografia

### L'ascesa
Inizialmente uomo di Giuseppe Calderone, secondo il collaboratore di giustizia Antonino Calderone fu scelto dal boss catanese per far parte del commando che il 16 marzo 1978 uccise Francesco Madonia, capo della cosca di Vallelunga Pratameno legato a Totò Riina. Secondo Antonino Calderone e Gaspare Mutolo, in particolare, a Pillera sarebbe stato affidato il ruolo di esecutore materiale dell'omicidio.
Successivamente, dopo l'omicidio di Giuseppe Calderone, Pillera si avvicinò al boss Alfio Ferlito. Dopo l'uccisione di quest'ultimo, avvenuta nella strage della circonvallazione, secondo la ricostruzione più accreditata ne raccolse l'eredità, diventando di fatto l'avversario principale di Nitto Santapaola e riorganizzando il proprio clan. Secondo altre ricostruzioni, Pillera non condivideva alcune regole all'interno di cosa nostra così si dissociò e diede vita alla stidda catanese, contemporaneamente avrebbe creato una cosca indipendente da Cosa nostra. All'interno del clan vigevano affiliati importanti come Giuseppe Sciuto detto Pippo Tigna, Carmelo Ternullo detto Lampadina, Michele Vinciguerra detto Cicaledda, Antonino Strano Stellario detto Nino Fighiu Pessu e il giovane futuro capomafia Salvatore Cappello. Il Clan Ferlito-Pillera vantava all'interno dello stesso affiliazioni di altri gruppi malavitosi come il clan Laudani; prima interno al clan se pur autonomi e poi successivamente nemico. Delle faide, tuttavia, non è mai stato chiamato a rispondere giudiziariamente. Il suo arresto, nel 1986, scatenò una guerra di successione a Catania. Il Pillera, alla nascita della propria consorteria mafiosa, non era solo il capo di codesta famiglia, ma era il rappresentante di tutti i gruppi mafiosi non aderenti a Cosa nostra, come il clan Savasta, clan Laudani, clan Sciuto, clan Piacenti, clan Di Mauro-Puntina. Il padrino Turi Pillera arrestato nel 1986 lasciò in mano il ruolo di comando del clan al suo braccio destro e cugino Giuseppe Salvo (noto come Pippo 'u carruzzeri) e successivamente nell'arco dello stesso periodo venne proclamato reggente il giovane Salvatore Cappello, figlioccio di Turi Pillera e compare di Giuseppe Salvo.

### Condanna, scarcerazione e nuovo arresto
Accusato, fra gli altri, dal collaboratore di giustizia Filippo Lo Puzzo (le cui dichiarazioni consentirono la prima grossa indagine sulla cosca Pillera nel 1987) e poi dai già citati Antonino Calderone e Gaspare Mutolo, fu condannato a 12 anni di reclusione per associazione per delinquere, ma lasciò il carcere nel 1996 per buona condotta. Tornato a Catania, secondo le ricostruzioni della stampa, avrebbe ristabilito buoni rapporti con Santapaola e avrebbe tentato di riunire le famiglie della città. L'accordo con i Santapaola, tuttavia, avrebbe portato il suo clan a una scissione capeggiata dal giovane capomafia Turi Cappello. Il 1º giugno 1998 fu nuovamente arrestato e detenuto in regime di carcere duro fino al 2004.